# カロライナプレート

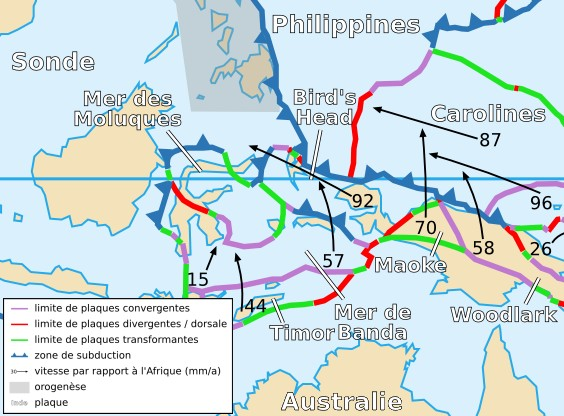
カロライナプレート

カロライナプレート(Caroline Plate（英語）)は、ニューギニア島の北に位置するプレートである。
南側ではバーズヘッドプレート及びウッドラークプレートとの境界に沿って沈み込み帯を形成している。
北側の太平洋プレートとの境界は、トランスフォーム断層である。また、フィリピン海プレートとの境界に沿う形で、収束型境界が存在している。